# 小野盛司
小野 盛司（おの せいじ、1946年 - 2023年11月23日）は、日本の物理学者、理学博士、進化生物学者、実業家、経済評論家、積極財政を求める運動家と様々な肩書きを持つ。日本ベーシックインカム学会理事。
広島県尾道市出身。東京都文京区在住。

## 経歴
東京大学大学院博士課程修了、理学博士（東京大学）。 １９６５年フロイトの『精神分析入門』を読み、彼の考えは間違いであり、人間の行動は性欲ではなく「種の保存」（群選択）で説明できるという説を提唱した。この説に関し心理学者の宮城音弥と議論し、天才的だと言われ自信を得た。
専門は物理学であり、１９７４年東京大学大学院博士課程終了、理学博士（東大）。1974 - 1984年カリフォルニア大学、パリ大学、CERN、アーヘン工科大学等にて、素粒子論の研究と教育を行う。ウィーン大学教授資格試験審査員。1984年、「東大英数理教室」を学習塾として設立後、教育ソフト「PC教育シリーズ」を開発、１００万本以上出荷。

### 物理学の研究
クォークモデルの専門家。ハドロン中でクォーク間にはたらく力が、近距離ではクーロン型、遠距離では閉じ込め型であることを世界で最初に指摘した(1)。その後同様な仮定がコーネルポテンシャルとして知られるようになった。更にクォーク間にはたらく力からクォーコニウムの様々な状態の性質を詳細に調べた(2)(3)。

### 教育ソフトの開発
1984年、「東大英数理教室」を学習塾として設立後教育ソフト「PC教育シリーズ」と「写真素材集」を開発。他に同様なソフトが無かったため、家庭用と学校用として一気に普及した。また全国すべての少年院での教育用として導入された。東映株式会社と共同開発した「音声認識対応英会話 The Savior」が1999年優秀映像教材選奨 優秀作品賞に選ばれた。２０１７年、株式会社東大英数理教室はチエル株式会社の子会社になる。

### ディスクリミネーター説
１９６５年、人間の行動はディスクリミネーターに支配されており、ディスクリミネーターは人間を種の保存という目的に合うように誘導しているという説を提唱した。その説を1999年『人間の行動と進化論』(4)にまとめて発表した。それに対して、ｅｖｏｌｖｅという
１３００人の進化論の専門家が入ったメーリングリストでこの説に対する批判が始まった。小野はその批判を真っ向から受けて立ち、反論した。そこでもやり取りは１００回以上に上った。その過程で知り合った２人の進化論の専門家と共同研究をしようということになり、論文をまとめて海外の雑誌に発表し(11)、それが認められ国際学会IUSSIでの発表も行った。
ディスクリミネーター説によれば、幸不幸、快不快の意味が科学的に定義され、自動化・IT化・AI化が進んだ未来社会はどのようなものになるかが予測可能となる(9,10)。それは自分好きな事、趣味、家事、育児などが職業として認められる社会であり、それに対して国が給料を払う。それに加えて個人として営利活動も可能となる。そのような未来の理想社会を解放主義社会とよんだ（10）。

### 積極財政を求める運動(5,6,7,8)
１９９１年頃から始まったバブル崩壊に対する政府の政策が間違いだと確信し、積極財政を求める活動を始めた。2002年、牧野聖修、宍戸駿太郎と共に日本経済復活の会（Association for Japanese Economic Recovery、AJER）を立ち上げ会長として積極財政を求める運動を開始した。最初に日経新聞社と契約し日経が開発したNEEDS日本経済モデルを使ってシミュレーションを行い、積極財政を行うことにより日本経済が再び発展を始め、インフレ率も金利も正常化する事を示した(5,6,7,8)。この運動の詳細は次のサイトに詳しく説明してある。 https://sites.google.com/view/ajerhp1
結論から言えば、このシミュレーションによる予測は正しかった。政府は財政健全化を目指していたために、モデルが予測したとおり、経済は拡大せず、世界の中で日本経済は没落していった。もし積極財政政策が行われていたら、モデル計算の予測では名目で３％ないし４％は可能であり、２０年後には名目ＧＤＰは１０００兆円、３０年後には１５００兆円程度になっていただろう。それが可能なのは例えば韓国の経済をみれば明かだ。
NEEDSを使ったシミュレーションの結果を信じてよいのか、二人のノーベル経済学賞受賞者、ポール・サミュエルソンとローレンス・クラインに聞いてみた。両者供からこの結果は信頼できるという手紙を受け取り、それに自信を得てシミュレーション結果を政治家に伝える活動を開始した。反響は大きく、超党派で延べ１００名以上の国会議員が日本経済復活の会の顧問として参加した。
2004年ローレンス・クライン教授を招き九段会館でシンポシウムを開催(13)、ケンコーポレーションの田中社長からの資金協力を得る。翌日クライン教授を衆議院第一議員会館にて約１００名の国会議員の前で講演を行ってもらう。
２０１３年よりＣｈａｎｎｅｌＡＪＥＲをスタートした。これにより会の主張を動画としてネットでアピールした。小野は会長として約１００回講演を行った。

## 著作

### 単著
(1) “Inelastic electron scattering in the symmetric quark model”,Phys.Rev.D9,2670(1974).
(2) “Strong decay widths of bottonium states above threshold”,Phys.Rev. D23,1118(1981).
(3) “Evidence for hybrid mesons QQ-barG”,Zeit.f.Physi.C26, 307 (1985).
(4) 『人間の行動と進化論-ドーキンスの利己的遺伝子説の限界とその改良』（東大英数理教室 1999年）
(5) 『政府貨幣発行で日本経済が蘇る-世界を代表する経済学者たちの提言に耳を傾けよ』（ナビ出版 2003年）
(6) 『これでいける日本経済復活論-シミュレーションで明らかになった驚きの事実』（ナビ出版 2003年）
(7) 『日本はここまで貧乏になった-一人当たりのGDPが世界1位から18位に転落、1971年の水準に逆戻り』（ナビ出版 2007年）
(8) 『お金がなければ刷りなさい-米国が16兆円を刷って国民に配っているとき、日本は増税か!』（ナビ出版 2008年） 
(9) 『ロボット・ウィズ・アス-労働はロボットに、人間は貴族に。』（ナビ出版 2010年）
(10)『「資本主義社会」から「解放主義社会」へ AIの発展で進化するベーシックインカム論』（三省堂書店 2019年）

### 共著
(11)“Group selection vs. mutation balance can explain the occurrence pattern and selfish phenotypes” S. Ono and K. Tsuji, XIV International Congress of IUSSI (2002)
(12)“Effect of group selection on the evolution of altruistic behavior” Ono. S., Misawa. K., Tsuji. K. Journal of Theoretical Biology（2003）.
(13)『積極財政で財政が健全化する!-日本経済復活の会シンポジウム2004より』日本経済復活の会（ナビ出版 2005年）
(14)『毎年１２０万円を配れば日本が幸せになる』扶桑社 (2021/1/21) ASIN : B08T97FCHZ 井上智洋、小野盛司
(15)『ベーシックインカムで日本経済が蘇る シミュレーションで明かになった驚愕の事実』小野盛司、荒井順、増山麗奈、山下元（宮帯出版 2022）
(16)『ベーシックインカム 日本経済復活論』小野盛司、荒井順、増山麗奈、山下元（2022）

### 監修
(17)『お宝池のカフェトレジャ』丹羽信道（北海民友新聞社オホーツク印刷 2010年）